# Tidjord

Enkel Illustration över hur gravitationen från solen och månen påverkar jorden. Illustrationen är inte skalenlig.

Tidjord kallas den periodiska deformation av jordskorpan som uppstår på grund av månens och solens gravitation. Fenomenet har samma ursprung som tidvatten. Perioden är ungefär 12 timmar, vilket innebär att jordens yta rör sig upp och ner ungefär två gånger per dygn. I centrala Sverige är höjdskillnaden under dygnet maximalt omkring 25 centimeter. Tidjord kan uppstå eftersom jordens inre rör sig och jordskorpan har en viss elasticitet.